# Beugnon
Beugnon é uma comuna francesa na região administrativa de Borgonha-Franco-Condado, no departamento de Yonne. Estende-se por uma área de 7,74 km². Em 2010 a comuna tinha 319 habitantes (densidade: 41,2 hab./km²).